# L'Épouvantail (film, 1983)
Pour les articles homonymes, voir L'Épouvantail.
Pour plus de détails, voir Fiche technique et Distribution.
L'Épouvantail (en russe : Чучело, Tchutchelo) est un film soviétique réalisé par Rolan Bykov, sorti en 1983,. L'histoire qui aborde le harcèlement en milieu scolaire est adaptée du livre éponyme de Vladimir Jeleznikov,,. En 1986, le film a reçu le prix d'État de l'URSS et le premier prix du Festival international du cinéma jeune public de Laon.

## Fiche technique
- Titre : L'Épouvantail
- Titre original : Чучело (Tchutchelo)
- Réalisation : Rolan Bykov
- Scénario : Rolan Bykov, Vladimir Jeleznikov
- Directeur artistique : Evgueni Markovitch
- Musique : Sofia Goubaïdoulina
- Photographie : Anatoly Mukasei
- Montage : Ludmila Elian
- Son : Vladimir Kourganski
- Pays d'origine :  Union soviétique
- Production : Mosfilm
- Format : Couleurs - 1,85:1 - Mono - 35 mm
- Genre : drame
- Durée : 127 minutes
- Date de sortie : 1983

## Distribution
- Kristina Orbakaitė : Léna Bessoltseva
- Iouri Nikouline : grand-père de Léna
- Elena Sanaïeva : Marguerite Kuzmina, institutrice
- Rolan Bykov : chef d'orchestre d'école militaire
- Dmitri Yegorov : Dima Somov, camarade de classe de Léna
- Svetlana Krutchkova : Klava, coiffeuse
- Pavel Sanaïev : Vassiliev, camarade de classe de Léna
- Antonina Volskaïa : directrice d'école

## Récompenses
- Prix d'État de l'URSS 1986.